# مرباغ (مقام لنجة)
مرباغ (بالفارسية: مرباغ) هي قرية تقع في إيران في بلدة شيبكوه. يقدر عدد سكانها بـ 543 نسمة .